# Juez asociado de la Corte Suprema de los Estados Unidos

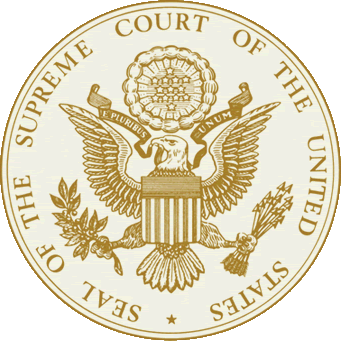
Sello de la Corte Suprema de los Estados Unidos.

Un juez asociado de la Corte Suprema de Estados Unidos (en inglés, Associate Justices of the Supreme Court of the United States) es uno de los miembros que componen este tribunal. Así, la Corte Suprema está compuesta por el juez presidente (Chief Justice) y por los jueces asociados. El número de jueces asociados es determinado por el Congreso de los Estados Unidos y está compuesto actualmente de nueve miembros, como se fijó en el Acta Judicial de 1869 (Judiciary Act of 1869). Los jueces asociados son propuestos por el presidente de los Estados Unidos. Luego la designación pasa a manos del Senado de los Estados Unidos para ser ratificada. Si el Senado la aprueba, el candidato es nombrado de por vida, (al igual que otros jueces federales) y solo puede ser removido por fallecimiento, renuncia o por proceso de destitución.
Cada uno de los jueces de la Corte Suprema cuenta con un voto en la decisión de los casos alegados frente a ellos; El voto del juez presidente es igual al de los otros. Sin embargo, en la redacción de los fallos, el juez presidente tiene una mayor influencia debido a su atribución de designar a la persona que redactará el fallo en aquellos casos en que el juez presidente forma parte del voto de la mayoría. De otra forma, el juez asociado de mayor antigüedad que es parte de la mayoría es quien ostenta la facultad de designar al juez que redactará el fallo. En cuanto a las atribuciones del juez presidente, es este quien lleva las discusiones en el conocimiento de los casos, además de poseer responsabilidades administrativas que los otros jueces no tienen, siendo su salario mayor que el de los otros ($212,100 vs. $203,000 desde el 2007).
Los actuales jueces asociados son (por orden de antigüedad): Clarence Thomas, Samuel Alito, Sonia Sotomayor, Elena Kagan, Neil Gorsuch, Brett Kavanaugh, Amy Coney Barrett y Ketanji Brown Jackson.